# Strumigenys anchis
Strumigenys anchis (лат.) — вид мелких земляных муравьёв из подсемейства Myrmicinae. Австралия. Мелкие муравьи (около 2 мм) с сердцевидной головой, расширенной кзади. Мандибулы вытянуто тонкие (с несколькими зубцами, обычно 2-3 апикальных). Пронотум окаймлён дорзолатерально. Глаза на виде сверху почти не видны, так как скрыты в усиковых бороздках. Усики 4-члениковые. Длина головы (HL) 0,59-0,61 мм, ширина головы (HW) 0,47-0,50 мм. Мезонотум без отстоящих волосков. Стебелёк между грудкой и брюшком состоит из двух члеников: петиолюса и постпетиолюса (последний четко отделен от брюшка), жало развито, куколки голые (без кокона). Специализированные охотники на коллембол. Вид был впервые описан в 2000 году английским мирмекологом Барри Болтоном. Включён в состав видовой группы emmae species group (вместе с S. bibis, S. emmae, S. miniteras, S. pnyxia, S. radix, S. sutrix.